# Pelerina

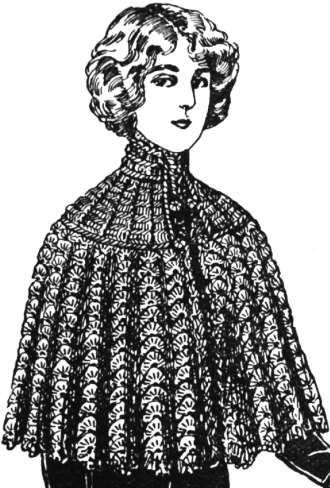
pelerina del año 1911

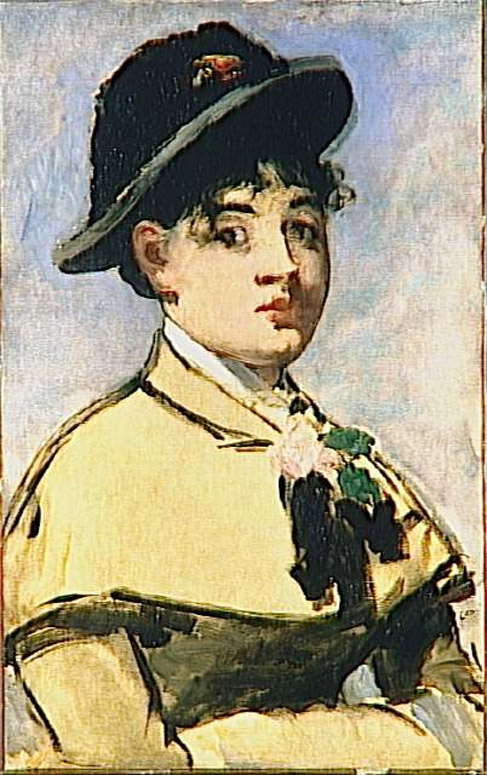
Édouard Manet, «Mujer joven con pelerina».

Una pelerina (derivada de la palabra francesa pèlerine: peregrina) es una prenda similar a una capa corta que cubre los hombros y el torso, y que se lleva por encima del abrigo o del vestido.
La denominación pelerina proviene de la utilización de esta prenda en múltiples usos: como abrigo para los viajes, como manta para dormir o sentarse, como mantel para las comidas campestres durante las peregrinaciones... (de ahí su nombre).
La pelerina poseía también la ventaja de crear una igualdad entre todas las capas sociales porque era llevada por todo el mundo: aristócratas, oficiales, burgueses, clérigos, campesinos y mineros. Paradójicamente, la pelerina fue abandonada por la clase obrera al comienzo de la Segunda Revolución Industrial excepto por las mujeres.  

## Enlaces
- Wikimedia Commons alberga una categoría multimedia sobre Pelerina.
- Wikcionario  tiene definiciones y otra información sobre Pelerine.

- Datos: Q1788113
- Multimedia: Pelerine / Q1788113